# 2025년 1월 대한민국 폭설
2025년 1월 대한민국 폭설은 2025년 1월 27일부터 설날 연휴 기간 동안 대한민국 중부와 제주도 산악지역을 중심으로 발생한 폭설이다. 폭설로 인해 전국 각지에서 축사가 무너지고 눈길에서 사고가 발생하고 도로 통행이 차단되는 등의 피해가 발생하였다.

## 폭설의 원인
한반도 북쪽의 절리저기압이 고기압 사이에 갇혀 정체되는 '블로킹' 현상이 발생하여 한국 쪽으로 지속적으로 차가운 공기가 유입되고, 북서쪽에서 내려오는 찬 공기와 황해의 온도 차(해기차)가 20도 이상으로 커서 황해 상에서 눈구름대가 잘 발달한 것이 폭설의 원인이 되었다.

## 경과와 피해

1월 28일 오전 1시 50분의 상황

1월 28일 오전 2시 10분의 상황

1월 28일 오전 9시의 상황

### 1월 26일 (일)
대한민국 기상청은 1월 27일 새벽부터 오후까지 저기압이 한반도를 지나고, 27일 오후부터 북서풍을 타고 눈구름대가 유입되어 1월 27일 새벽부터 오전 사이에 눈이 전국으로 확대될 것으로 예측하였다. 예측 적설량은 수도권과 강원 영서, 전북 동부에 10~20 cm (최대 30 cm 이상), 충청도에 5~15 cm (최대 20 cm 이상), 경남서부·경북북부내륙·경북북동산지에 3∼10 cm (최대 15 cm 이상), 대구·경북남서내륙·울릉도·독도에 3~8 cm, 특히 강원도, 제주도 산지와 전북 동부에 최대 30 cm 이상의 폭설이 예고되었다. 백령도는 1월 26일 18시부터, 대관령은 1월 25일 0시부터 눈이 시작되었다.

### 1월 27일 (월)
1월 27일 아침에 경기 동부, 강원도, 경북 북부, 전북 동부, 경남 북서부 등 내륙 지역에 대설주의보가 발표되었다. 다음날인 1월 28일 강원 내륙과 산지, 전북 동부, 제주 산지에 최대 30 cm 이상, 서울 등 수도권에 10~25 cm 이상의 적설이 예상되었다. 저기압이 지난 뒤 한반도 5 km 상공에서 영하 40도에 이르는 찬 공기가 남하해 서해상에 강한 눈구름을 만들어 대설특보가 발효된 중부와 전북 내륙 지역에서 눈이 더 강해질 것으로 예상되었다.
강원특별자치도는 폭설이 예보되자 1월 27일부터 재난안전대책본부 1단계를 가동하여 비상근무를 실시하고 설악산, 치악산, 태백산국립공원 출입구 52개소의 통행을 차단했다. 26일 20시부터 27일 오전 8시까지 적설량은 철원군 임남면 6.3 cm, 화천군 5.9 cm, 춘천시 북산 4.8 cm, 향로봉 4.8 cm, 평창군 봉평면 4.7 cm, 홍천군 서석면 4.4 cm, 원주시 신림면 4.3cm, 인제군 신남면 3.7 cm, 양구군 3.6 cm, 미시령 3 cm, 진부령 2.8 cm, 정선군 북평면 2.5 cm, 횡성군 청일면 1.8 cm, 영월군 상동면 1.1 cm 으로 측정되었다.
27일 09시 이후 강원특별자치도(동해안 제외), 인천광역시, 김포시, 충남 북서부, 제천시, 전북특별자치도 동부 및 전라남도 북동부(고창·남원·순창·임실·진안·무주·장수·완주·정읍), 경남 북서부, 경북 북부, 제주도 산간 지역에 대설주의보가 발효되었다. 27일 10시 20분 이후 전북특별자치도 전주시와 익산시에 대설주의보가, 오전 10시 50분 이후 강원특별자치도 원주시, 횡성군, 평창군 평지에 대설경보가 발효되었다.
전북특별자치도는 27일 재난안전대책본부 1단계를 가동하여 무주군, 정령치로 등 4개 도로와 지리산, 덕유산, 마이산 등 5개 국립공원 탐방로를 통제했다. 26일부터 27일 오전 8시까지 적설량은 장수 3.7 cm, 진안 2.9 cm, 고창 1.7 cm이다. 27일 오전 7시 완주군 상관면의 한 도로에서 승용차가 눈길에 미끄러져 넘어지는 사고가 발생했다.
제주도 산지에 대설경보가 발효되어, 지방도 제1139호선(1100도로)과 지방도 제1131호선(516도로)이 통제되었고 첨단로는 체인을 달아야 운행이 가능해졌다. 27일 17시 기준 제주국제공항은 결항이 10편, 지연이 100여 편 발생했다.

### 1월 28일 (화)
설날 당일인 1월 28일 폭설로 인해 피해가 발생하기 시작했다. 1월 28일 새벽에 호남고속도로지선 계룡~서대전 구간의 통행이 차단되었고 28일 오전에 코레일은 전국적인 폭설로 인해 경부고속선 광명~동대구, 호남고속선 오송~공주, 경강선(강릉선 KTX) 만종~남강릉, 중앙선 서원주~봉양 구간에서 열차가 서행하여 KTX 열차가 지연 운행한다고 발표하였다. 도로에 눈이 쌓이면서 전국 각지에서 사고가 발생했다.
1월 28일 오전까지 전국에서 항공기 111편이 결항되거나 지연되었다. 20개 국립공원에서 527개 구간 출입이 통제되었고 24개 지점에서 지방도 도로 통제가 있었다.

#### 수도권
1월 28일 오전 8시 36분 용인 경전철의 운행이 중단되었고 오전 11시 10분 재개되었다. 인천국제공항에서 일본 오사카행 에어부산 BX172편 등 모두 11편이 지연되었고, 김포국제공항에서도 오전 10시 기준 4편이 결항되고 17편이 지연되었다.
28일 오전 11시 20분 안성시 평택제천고속도로에서 제천 방향으로 가던 고속버스가 눈길에 미끄러져 고속도로를 가로막아 12시까지 4개 차로가 모두 통제되었다.

#### 강원도
1월 28일 오전 2시 기준으로 강원특별자치도 평창군 평지, 횡성군, 원주시, 북부 산지에 대설경보가, 나머지 전 지역에 대설주의보가 발효되었다. 28일 오전 9시 기준 누적 적설량은 횡성군 안흥면 29.8 cm, 평창군 면온면 22.5 cm, 홍천군 화촌면 18.1 cm 였다. 강릉선 KTX는 평소보다 감속 운행하였다. 1월 28일 16시를 기해 강원도의 대설특보가 모두 해제되었다. 26일 저녁부터 28일까지 누적 적설량은 횡성군 안흥면 31.6 cm, 고성 향로봉 29 cm, 평창군 면온 26.7 cm이다.

#### 충청도
1월 28일 새벽에 호남고속도로지선 계룡 나들목~서대전 나들목 6.4 km 구간의 통행이 차단되었다. 이 구간은 호남지선 내에서 노선의 기복이 가장 심한 곳으로 구간 내에 3개소의 오르막차로가 설치되어 있다.
1월 28일 오전 2시 기준으로 충청북도 충주시, 제천시, 진천군, 음성군, 단양군, 충청남도 천안시, 공주시, 아산시, 당진시, 서산시, 계룡시에 대설경보가, 나머지 전 지역에 대설주의보가 발효되었다. 오후 6시 기준 누적 적설량은 계룡산 30.5 cm, 당진시 22.6 cm, 청양군 20.2 cm, 부여군 17.8 cm, 대전광역시 13.8 cm이다.
1월 28일 오전 3시 10분 공주시 서산영덕고속도로에서 탱크로리가 눈길에 미끄러져 전도되는 사고가 발생했다. 오전 7시 30분 부여군에서 고속버스가 갓길 기둥과 충돌해 승객 3명이 부상당했다. 오전 8시 40분 충청남도 보령시 청소면 서해안고속도로에서 서울 방향으로 가던 고속버스와 승용차가 눈길에 미끄러지면서 충돌하여 6명이 부상당했다. 오전 10시 충청북도 음성군 생극면의 한 도로에서 승용차가 눈길에 미끄러져 도랑으로 추락했다. 오전 11시 경 호남고속도로 김제 나들목 인근에서 고속버스가 눈길에 미끄러져 화물차를 추돌해 6명이 부상당했다. 오전 11시 35분 제천시 금성면의 한 도로에서 제설차가 눈길에 미끄러져 전도되었다. 영동군은 오전에 4시간 동안 시내버스 운행을 중단하였다.
오전 5시 42분 충청남도 당진시 정미면의 한 젖소농장에서 축사 지붕 일부가 붕괴하였다. 오전 7시 충청남도 논산시 광석면의 돼지농장에서 지붕 절반이 붕괴하여 8마리가 폐사했고, 청양군에서 돈사 5개 동 중 1개 동이 붕괴하였다.소백산, 속리산, 월악산 등 국립공원과 진천 출렁다리 등 주요 관광지도 출입이 통제되었다. 청주국제공항은 국내선 8편, 국외선 1편이 결항되었다.

#### 전라도
전북 동부 무진장과 남원시, 임실군, 순창군 지역에 대설경보가, 나머지 지역에 대설주의보가 발효되었다. 적설량은 장수가 20.4 cm, 진안 16.1 cm, 임실 15.9 cm, 무주 8.5 cm, 남원 8.1 cm, 완주 6.6 cm 였다.

#### 제주도
1월 28일 제주국제공항에서 국내선을 포함해 27편이 결항되고, 25편이 지연되었다.
- 수도권
  - 안성시 16.5
  - 평택시 16.4
  - 가평군 조종면 16.1
  - 이천시 12.9
  - 서울특별시 관악구 7.3
  - 서울특별시 2.6
- 강원특별자치도
  - 고성군 향로봉 26.0
  - 횡성군 서원면 24.0
  - 평창군 봉평면 17.2
  - 화천군 광덕산 16.6
  - 원주시 신림면 16.1
- 충청권
  - 진천군 위성센터 28.4
  - 당진시 신평면 25.1
  - 음성군 금왕읍 20.0
  - 아산시 19.8
  - 세종특별자치시 고은동 13.8
  - 대전광역시 대전오월드 4.2
- 전라권
  - 덕유산국립공원 설천봉 29.0
  - 장수군 20.6
  - 지리산국립공원 남원시 뱀사골 계곡 17.6
  - 임실군 신덕면 17.0
  - 광주과학기술원 3.6
- 경상권
  - 봉화군 석포면 19.6
  - 영주시 부석면 17.3
  - 문경시 동로면 12.7
  - 상주시 화서면 11.3
  - 합천군 가야산 10.0
- 제주도
  - 한라산 삼각봉 49.3
  - 서귀포시 영실 33.5
  - 새별오름 6.7
  - 서귀포시 강정마을 5.9

### 1월 29일 (수)
1월 29일 새벽 3시에 전북 동부 지역의 대설 경보가 주의보로 하향되었다. 29일 오전까지 누적 적설량은 임실군 35.8 cm, 진안군 34.1 cm, 장수군 번암면 25.5 cm, 순창군 복흥면과 완주군 구이면 23.1 cm, 전주시 22.1 cm이다.
1월 29일 새벽에 청주국제공항은 제설 작업을 위해 활주로를 폐쇄했다가 오전 10시부터 운항을 재개했다. 이에 따라 항공기 15편의 운항이 취소되고, 33편이 지연되었다.
12시를 기해 충청남도 10개 시군의 대설 특보가 모두 해제되었다. 29일 오전까지 누적 적설량은 계룡산 28.5 cm, 부여 24 cm, 홍성 17.6 cm, 세종 13.4 cm, 대전 5.4 cm이다.
충청남도와 전북특별자치도 지역에서 축사와 양식장 등의 시설물이 붕괴하고 일부 마을이 고립되는 피해가 발생했다.
20시 50분 제주도 서귀포시 하원동에서 관광객 12명이 탑승한 차량이 눈에 고립되고, 서귀포시 안덕면에서 눈길에서 사고가 발생했다.

### 1월 31일 (금)
1월 31일 농림축산식품부는 26일부터 4일 간 비닐하우스 51동과 축사 33동이 무너지거나 부서졌고, 오리 7천5백 마리가 폐사하는 등의 피해가 발생했다고 발표하였다. 행정안전부는 복구대책지원본부를 운영해 폭설 피해를 지원하였다.

## 기상 기록
현재일기(현천)는 METAR 표기법에 따른다.
- (■): 대설주의보
- (■): 대설경보

| 00시     |    | 3.9 | 7.0 | BKN   | 11.6 |     | CLR   |     |     |    |     |     |    |     |      |    |     |      |     | 0.0 |      | -  | -   | -    |    | 6.5 | 9.2  |    |     |     |
| 03시     |    |     | 7.0 | BKN   |      |     | BKN   |     |     |    |     |     |    |     |      |    |     |      |     | 0.0 |      | -  | -   | -    |    | 0.5 | 9.6  |    |     |     |
| 06시     |    |     | 7.0 | LSN   | 0.0  | 0.1 | CLR   |     |     |    |     |     |    |     |      |    |     |      |     | 0.0 |      | -  | -   | -    |    | 0.5 | 9.4  |    |     |     |
| 09시     |    | 0.0 | 7.5 | BKN   | 0.0  | 0.2 | BKN   |     |     |    | 0.0 |     |    |     |      |    |     |      |     | 0.0 |      | -  | -   | -    |    | 0.7 | 9.6  |    |     |     |
| 12시     |    | 0.0 | 7.4 | OVC   | 0.0  |     | BKN   |     |     |    | 0.0 |     |    |     |      |    |     |      |     | 0.0 |      | -  | -   | -    |    | 0.7 | 9.3  |    |     |     |
| 15시     |    | 0.0 | 7.1 | T.LRA | 0.0  |     | OVC   |     |     |    | 0.0 |     |    |     |      |    |     |      |     | 0.0 |      | -  | -   | -    |    | 0.7 | 8.9  |    |     |     |
| 18시     |    | 0.0 | 6.9 | OVC   | 0.0  |     | OVC   |     |     |    | 0.0 |     |    |     |      |    |     |      |     | 0.0 |      | -  | -   | -    |    | 0.7 | 8.8  |    |     |     |
| 21시     |    | 0.0 | 6.9 | ~RA   | 0.0  |     | OVC   |     |     |    | 0.0 |     |    |     |      |    |     |      |     | 0.0 |      | -  | -   | -    |    | 0.7 | 8.8  |    |     |     |
| 1월 27일 |    |     |     |       |      |     |       |     |     |    |     |     |    |     |      |    |     |      |     |     |      | -  | -   | -    |    |     |      |    |     |     |
| 00시     |    | 0.0 | 7.0 | OVC   | 0.0  |     | LSNRA |     |     |    | 0.0 |     |    | 0.0 |      |    | 0.0 |      |     | 0.0 |      | -  | -   | -    |    | 0.7 | 8.8  |    | 0.0 |     |
| 01시     |    | 0.3 | 7.5 | LSN   | 0.0  |     | LRASN | 0.3 |     |    | 0.0 |     |    | 0.0 |      |    | 0.2 |      |     | 0.3 |      | -  | -   | -    |    |     | 8.9  |    | 0.2 |     |
| 02시     | BR | 0.3 | 7.5 | LRA   | 0.0  |     | T.LSN | 1.2 | 0.3 | BR | 0.0 |     | BR | 0.0 |      | BR | 0.5 |      | BR  | 0.4 |      | BR | 0.2 | 9.0  | BR | 0.8 |      |    |     |     |
| 03시     | BR | 0.5 | 7.8 | LRA   | 0.0  |     | LSN   | 1.9 | 1.0 | BR | 0.1 |     | BR | 0.5 |      | BR | 1.1 | 0.9  |     | 0.5 |      | BR | 0.5 |      | BR | 0.6 | 9.3  |    | 1.4 | 0.8 |
| 04시     | BR | 0.7 | 8.1 | T.LRA | 0.0  |     | LSN   | 2.5 | 1.2 | BR | 0.4 |     | BR | 0.9 |      | BR | 1.5 | 1.3  | BR  | 0.8 |      | BR | 0.6 | 0.6  | BR | 1.1 | 9.7  | BR | 2.2 | 1.3 |
| 05시     | BR | 1.0 | 8.5 | LRASN | 0.0  |     | LSN   | 3.0 | 1.6 | BR | 0.6 |     |    | 0.9 |      | BR | 1.8 | 1.7  | BR  | 1.2 |      |    | 0.6 | 0.6  | BR | 1.6 | 10.0 |    |     |     |
| 06시     |    | 1.0 | 8.6 | LRASN | 0.2  |     | LSN   | 3.2 | 2.3 | BR | 0.7 |     |    | 0.9 |      | BR | 2.0 | 1.8  | BR  | 1.5 |      | BR | 0.7 | 1.1  | BR | 2.0 | 10.2 | -  | -   | -   |
| 07시     |    | 1.0 | 8.6 | ~RASN | 0.2  |     | LSN   | 3.5 | 2.6 | BR | 0.8 |     | BR | 1.0 |      | BR | 2.1 | 2.0  | BKN | 1.8 |      | BR | 1.2 | 1.7  | BR | 2.0 | 10.2 | -  | -   | -   |
| 08시     |    | 1.0 | 8.6 | BKN   | 0.2  |     | LSN   | 4.2 | 3.6 | BR | 1.2 |     | BR | 1.0 |      |    | 2.2 | 2.0  | OVC | 2.1 |      | BR | 1.4 | 2.2  | BR | 2.0 | 10.2 | -  | -   | -   |
| 09시     |    | 1.0 | 8.6 | BKN   | 0.2  |     | LSN   | 4.5 | 4.0 | BR | 1.8 | 3.1 | BR | 2.0 | 0.2  | BR | 2.4 | 2.4  | BR  | 2.5 | 3.0  | BR | 2.6 | 3.7  | BR | 2.0 | 10.1 | -  | -   | -   |
| 10시     |    | 1.0 | 8.6 | BKN   | 0.2  |     | LSN   | 4.9 | 4.4 | BR | 2.5 | 3.7 | BR | 2.5 | 1.9  |    | 2.8 | 2.9  | BR  | 3.2 | 4.1  | BR | 2.9 | 4.3  | BR | 2.0 | 10.3 | -  | -   | -   |
| 11시     |    | 1.0 | 8.6 | CLR   | 0.2  |     | LSN   | 5.2 | 4.0 | BR | 2.8 | 2.7 | BR | 3.5 | 4.0  | BR | 3.3 | 3.2  | BR  | 3.7 | 4.4  | BR | 3.3 | 4.9  | BR | 2.3 | 10.5 | -  | -   | -   |
| 12시     | BR | 1.2 | 8.8 | SCT   | 0.2  |     | LSN   | 5.6 | 4.8 |    | 3.0 | 2.3 | FG | 3.9 | 6.2  | BR | 3.4 | 2.7  | BR  | 4.6 | 5.2  | BR | 3.7 | 5.9  | BR | 2.7 | 10.8 | -  | -   | -   |
| 13시     | BR | 1.2 | 9.8 | SCT   | 0.2  |     | LSN   | 5.9 | 5.6 | BR | 3.2 | 2.0 | BR | 4.6 | 7.9  |    | 3.4 | 2.5  | FG  | 5.3 | 6.3  |    | 3.8 | 6.0  | BR | 2.8 | 10.2 | -  | -   | -   |
| 14시     | BR | 1.2 | 7.7 | SCT   | 0.2  |     | LSN   | 6.0 | 6.0 | BR | 3.3 | 1.4 |    | 5.2 | 8.8  | BR | 3.6 | 2.7  |     | 5.6 | 6.3  |    | 3.8 | 6.0  | BR | 2.8 | 9.7  | -  | -   | -   |
| 15시     |    | 1.2 | 6.3 | CLR   | 0.2  |     | ~SN   | 6.0 | 5.8 |    | 3.5 |     |    | 5.2 | 8.5  | BR | 3.6 | 2.7  |     | 5.6 | 6.2  |    | 3.8 | 5.8  |    | 2.9 | 8.1  | -  | -   | -   |
| 16시     | BR | 1.2 | 3.5 | CLR   | 0.2  |     | BKN   | 6.0 | 5.8 |    | 3.5 |     |    | 5.2 | 8.4  |    | 3.7 | 2.5  |     | 5.8 | 6.4  | FG | 4.9 | 8.8  | BR | 2.9 | 7.8  | -  | -   | -   |
| 17시     |    | 1.2 | 3.0 | CLR   | 0.2  |     | T.LSN | 6.3 | 7.0 |    | 3.5 |     |    | 5.2 | 8.3  |    | 3.7 | 2.7  |     | 5.8 | 6.4  |    | 5.1 | 9.3  |    | 2.9 | 7.8  | -  | -   | -   |
| 18시     |    | 1.2 | 3.0 | SCT   | 0.2  |     | LSN   | 6.4 | 7.6 |    | 3.5 |     |    | 5.9 | 9.5  | BR | 3.9 | 3.5  |     | 5.8 | 6.3  |    | 5.1 | 9.3  |    | 2.9 | 7.8  | -  | -   | -   |
| 19시     | BR | 1.4 | 4.4 | T.LSN | 0.2  |     | LSN   | 6.4 | 7.6 | FG | 3.7 |     |    | 5.9 | 9.6  | BR | 3.9 | 3.2  | BR  | 5.8 | 6.2  |    | 5.1 | 9.1  |    | 2.9 | 7.8  | -  | -   | -   |
| 20시     |    | 1.4 | 4.9 | T.LSN | 0.2  |     | ~SN   | 6.4 | 7.6 |    | 4.2 |     |    | 5.9 | 9.6  |    | 3.9 | 3.0  | BR  | 5.9 | 6.8  |    | 5.1 | 9.0  | BR | 2.9 | 7.9  | -  | -   | -   |
| 21시     | FG | 1.4 | 6.1 | T.LSN | 0.2  |     | BR    | 6.4 | 7.6 | BR | 4.4 |     |    | 5.9 | 9.5  |    | 3.9 | 3.0  |     | 6.0 | 7.1  |    | 5.1 | 8.8  | BR | 3.2 | 8.6  | -  | -   | -   |
| 22시     |    | 1.4 | 7.6 | ~SN   | 0.2  |     | OVC   | 6.4 | 7.5 |    | 4.5 |     |    | 5.9 | 9.3  |    | 3.9 | 2.7  |     | 6.0 | 7.0  |    | 5.1 | 8.6  |    | 3.2 | 8.7  | -  | -   | -   |
| 23시     | BR | 1.4 | 8.1 |       | 0.2  |     | OVC   | 6.4 | 7.5 |    | 4.5 |     | BR | 5.9 | 9.3  |    | 3.9 | 2.5  |     | 6.0 | 7.0  |    | 5.1 | 8.5  |    | 3.2 | 8.9  | -  | -   | -   |
| 1월 28일 |    |     |     |       |      |     |       |     |     |    |     |     |    |     |      |    |     |      |     |     |      |    |     |      |    |     |      | -  | -   | -   |
| 00시     | BR | 1.4 | 8.5 | SCT   | 0.2  |     | T.LSN | 6.4 | 7.5 |    | 4.6 |     |    | 5.9 | 9.8  |    | 3.9 | 2.4  |     | 6.0 | 6.9  |    | 5.1 | 8.3  |    | 3.4 | 9.4  | -  | -   | -   |
| 01시     | BR |     | 8.1 |       |      |     | LSN   | 0.0 | 7.5 |    | 0.1 |     | BR | 0.0 | 10.2 |    |     | 2.4  | BR  | 0.0 | 7.0  |    |     | 8.1  |    | 0.1 | 9.7  | -  | -   | -   |
| 02시     |    |     | 7.9 |       |      |     |       | 0.0 | 7.6 |    | 0.1 |     | BR | 0.0 | 11.0 | BR | 0.0 | 2.2  | BR  | 0.1 | 7.5  |    |     | 8.1  | BR | 0.3 | 10.1 | -  | -   | -   |
| 03시     |    |     | 6.6 | BKN   |      |     | LSN   | 0.0 | 7.7 | BR | 0.4 |     |    | 0.0 | 11.1 |    | 0.0 | 2.2  |     | 0.4 | 8.0  |    |     | 8.3  |    | 0.4 | 10.3 | -  | -   | -   |
| 04시     | FG | 0.1 | 6.4 | T.LSN | 0.0  |     | LSN   | 0.0 | 7.7 |    | 0.4 |     | BR | 0.0 | 11.1 | BR | 0.0 | 2.2  |     | 0.4 | 8.1  |    | 0.0 | 8.3  |    | 0.6 | 10.3 | -  | -   | -   |
| 05시     | FG | 0.1 | 6.8 | T.LSN | 0.0  |     | LSN   | 0.0 | 7.7 |    | 0.5 |     | BR | 0.0 | 11.6 |    | 0.0 | 2.2  | BR  | 0.4 | 8.2  |    | 0.0 | 8.3  | BR | 0.7 | 10.3 | -  | -   | -   |
| 06시     | BR | 0.1 | 6.8 | T.LSN | 0.0  |     | LSN   | 0.0 | 7.8 |    | 0.5 |     | BR | 0.0 | 12.6 | BR | 0.0 | 2.2  | FG  | 0.8 | 9.4  | BR | 0.0 | 8.3  | BR | 0.9 | 9.4  | -  | -   | -   |
| 07시     | BR | 0.1 | 4.8 | ~SN   | 0.0  |     | LSN   | 0.0 | 7.8 |    | 0.5 |     | BR | 0.0 | 13.0 | BR | 0.1 | 2.2  | OVC | 1.6 | 12.6 | BR | 0.2 | 11.5 | BR | 1.1 | 9.3  | -  | -   | -   |
| 08시     | BR | 0.1 | 3.0 | SCT   | 0.0  |     | LSN   | 0.0 | 7.8 | BR | 0.6 |     | BR | 0.0 | 13.4 | FG | 0.3 | 2.9  | OVC | 2.7 | 15.0 | BR | 0.2 | 12.5 | FG | 1.3 | 9.3  | -  | -   | -   |
| 09시     | BR | 0.6 | 2.7 | SCT   | 0.0  |     | LSN   | 0.1 | 7.9 | BR | 1.1 |     | BR | 0.0 | 14.2 | BR | 0.7 | 4.1  | OVC | 3.5 | 16.7 | BR | 0.2 | 12.8 | FG | 1.8 | 10.0 | -  | -   | -   |
| 12시     | FG | 1.3 | 2.2 | LSN   | 0.0  |     | LSN   | 0.1 | 7.7 |    | 2.3 |     | BR | 0.0 | 13.9 | FG | 1.8 | 7.5  | OVC | 4.2 | 16.1 |    | 0.2 | 12.8 | FG | 3.8 | 12.0 | -  | -   | -   |
| 15시     | BR | 1.3 | 0.2 | LSN   | 0.0  |     | LSN   | 0.1 | 7.0 | BR | 3.2 |     | BR | 0.2 | 15.2 | BR | 3.1 | 11.8 | OVC | 5.1 | 16.3 |    | 0.2 | 11.8 | FG | 5.7 | 13.4 |    |     |     |
| 16시     | BR | 1.3 | 0.1 | T.LSN | 0.0  |     | LSN   | 0.1 | 6.2 | BR | 3.2 |     |    | 0.2 | 15.0 | BR | 3.1 | 11.6 | OVC | 5.1 | 15.9 |    | 0.2 | 11.5 | FG | 6.4 | 14.5 |    |     |     |
| 17시     | BR | 1.3 |     | T.LSN | 0.0  |     | LSN   | 0.1 | 6.5 |    | 3.2 |     |    | 0.2 | 14.6 | BR | 3.1 | 11.8 | OVC | 5.1 | 15.4 |    | 0.2 | 11.1 | BR | 7.0 | 15.8 |    |     |     |
|          |    |     |     |       |      |     |       |     |     |    |     |     |    |     |      |    |     |      |     |     |      |    |     |      |    |     |      |    |     |     |

## 같이 보기
- 폭설
- 2004년 3월 한국 중부 폭설
- 2010년 1월 4일 한국 중부 폭설
- 2024년 대한민국 폭설